# Portugisisk litteratur

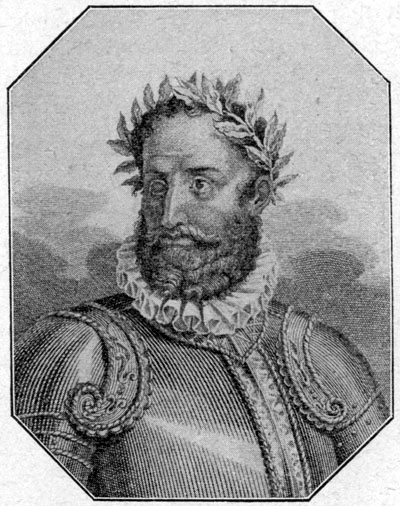
Luís de Camões

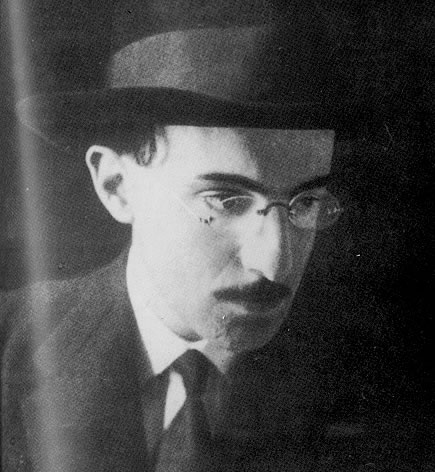
Fernando Pessoa

Portugisisk litteratur är litteratur från Portugal, skriven på portugisiska språket av portugisiska författare. Portugisiskspråkig litteratur skrivs även i andra portugisiskspråkiga länder, bland annat i Brasilien.
Portugisisk litteratur har sitt ursprung i medeltida galicisk-portugisisk poesi som   utvecklades under 1100- och 1200-talen i Galicien i norra Portugal. Guldåldern inföll under renässansen med författare som Gil Vicente, Bernardim Ribeiro, Francisco de Sá de Miranda och särskilt den stora episka poeten Luís de Camões, författaren till Lusiaderna. 
1600-talet präglades av införandet av barocken i Portugal och betraktas allmänt som ett århundrade av litterär dekadens, trots förekomsten av författare som Padre António Vieira, Padre Manuel Bernardes och Francisco Rodrigues Lobo. 1700-talets författare vände sig emot barockens dekadens och försökte återskapa den gyllene åldern med nyklassicism och skapandet av akademier och litterära Arcadias.
På 1800-talet övergavs de neoklassiska idealen. Almeida Garrett introducerade romantiken och fick efterföljare som  Alexandre Herculano och Rebelo da Silva. Under andra hälften av 1800-talet utvecklades romankonsten med realism med naturalistiska drag, vars företrädare var Eça de Queiroz, Ramalho Ortigão och Camilo Castelo Branco. 
Den litterära utvecklingen under 1900-talet representeras främst av Fernando Pessoa som betraktas som den stora nationalpoeten jämte Camões. Senare har den portugisiska prosan visat en stor vitalitet med författare som António Lobo Antunes och José Saramago, nobelpristagare i litteratur 1998.